# Качка рожевоголова
Качка рожевоголова (Rhodonessa caryophyllacea) — вид водоплавних птахів родини качкових (Anatidae). Був поширений у Південній Азії, але, ймовірно, вимер.

## Поширення
Качка рожевоголова була локально поширена в водно-болотних угіддях Індії, Бангладеш і М'янми, і рідко траплявся в Непалі, причому більшість спостережень виду були у північно-східній Індії та прилеглому Бангладеш. Птах завжди був рідкісним, і генетичний аналіз показав, що ефективний розмір популяції міг бути малим протягом кількох тисяч років. Востаннє птаха спостерігали в дикій природі в 1949 році, і він вижив приблизно до того ж часу в неволі. Пізніші спостереження та позитивні висновки з серії опитувальників щодо його можливого подальшого існування в північно-східній Індії були результатом плутанини з Netta rufina. Дослідження водно-болотних угідь Сомпета в штаті Андхра-Прадеш виявили потенційне придатне місце існування для цього виду, хоча жодної особини не було помічено. Серія досліджень у штаті Качин (М'янма) також не виявили виду.

## Екологія
Це сором'язливий і потайливий птах, мешкає у відокремлених і зарослих водоймах зі стоячою водою і болотах у низинних лісах і на високих луках, особливо в районах, які піддаються сезонному затопленню, а взимку також у лагунах, що прилягають до великих річок. Поза сезоном розмноження зазвичай зустрічався невеликими групами, а іноді і зграями по 30-40 особин. Деякі, і, можливо, всі популяції здійснювали місцеві сезонні переміщення, що призвело до розрізнених історичних записів аж до Пенджабу, Магараштри та Андхра-Прадеш в Індії. Дослідники, які проводили обстеження цього виду, припускають, що він може вести нічний спосіб життя, пояснюючи труднощі з визначенням його місцезнаходження та причину його унікального забарвлення.